# Kopf hoch, Johannes!
Kopf hoch, Johannes! ist ein nationalsozialistischer deutscher Spielfilm von Viktor de Kowa, der am 11. März 1941 im Berliner Tauentzienpalast uraufgeführt wurde. Es ist die dritte und zugleich letzte Regiearbeit des Schauspielers de Kowa.
Im Vorprogramm lief der von der Ufa gemeinsam mit dem Nationalsozialistischen Fliegerkorps produzierte Kurzfilm Jugend fliegt.
Nach dem Zweiten Weltkrieg wurde der Propagandafilm Kopf hoch, Johannes! in Deutschland von den Alliierten auf die Liste nicht zur öffentlichen Aufführung freigegebener Filme gesetzt. Bis heute gehört der Film zur Gruppe der Vorbehaltsfilme und ist daher ausschließlich in geschlossenen Veranstaltungen zugänglich.

## Handlung
Die deutsche Familie von Redel lebt seit zehn Jahren getrennt voneinander. Die Mutter mit ihrem Sohn Johannes als Auslandsdeutsche in Argentinien, der Vater als Rittergutsbesitzer in der Nähe von Berlin.
Johannes, der in seiner neuen Heimat von allen Juan genannt wird, wächst wohlhabend im lockeren Lebensstil seiner Mutter auf. Nach ihrem plötzlichen Tod erfüllt die Tante Julieta Merck den letzten Wunsch ihrer Schwester und bringt den inzwischen 15-jährigen Jungen zurück zum Vater nach Deutschland.
Johannes hat abermals Schwierigkeiten mit der Strenge seines verbitterten Vaters, die auch zur Trennung seiner Eltern geführt hatte, und lehnt die neue Umgebung ab. Er fordert von seiner Tante, die dem Vater bei der Eingewöhnung von Johannes hilft, gemeinsam nach Argentinien zurückzukehren. Seine ablehnende Haltung findet den Höhepunkt nach einem Streit mit den Kindern aus der Umgebung, bei dem ein Berg Stroh auf einem Feld in Brand gerät. Der Nachbarjunge Wilhelm Panse wollte sich dafür rächen, dass er als Zielscheibe für eine Steinschleuder dienen musste, doch Johannes nimmt nach kurzer Diskussion mit dem Vater die Schuld auf sich, in der Hoffnung dadurch nach Argentinien zurückgeschickt zu werden.
Wilhelm erklärt jedoch seinem Vater noch am gleichen Abend, dass er mit den anderen Jungen Johannes lediglich mit einem Feuerwerkskörper erschrecken wollte und das Stroh aus Versehen in Brand geriet.
Vater Panse berichtet dies von Redel und meint, dass sein Sohn Wilhelm als Strafe dafür nicht auf die Nationalpolitische Erziehungsanstalt (NPEA) nach Oranienstein gehen darf. Er ermutigt von Redel, stattdessen Johannes dorthin zu schicken.
Doch auch in der NPEA gibt es Eingliederungsschwierigkeiten. Johannes findet keinen Kontakt zu den Kameraden und den Erziehern; ihm droht der Rausschmiss.
Erst der Zugführer Dr. Angermann entdeckt seine Leidenschaft für Musik und glaubt daran, Johannes im Lauf der Zeit das Wertesystem des neuen nationalsozialistischen Deutschland näher bringen zu können. Als erstes soll er die Musikkapelle leiten, wodurch zunächst neuer Streit mit den Kameraden entfacht wird, da er den unmusikalischen Stubenältesten Vorwerk von seinem Platz als Kapellmeister verdrängt. Doch sein selbstkomponierter Marsch überzeugt alle Beteiligten und wird zur Hymne der Anstalt. Während eines Besuchs seiner Tante Julieta und seines argentinischen Vormunds Don Pedro, der ihn davon überzeugen möchte, wieder zurück nach Argentinien zu kommen, weist Johannes diesen Vorschlag zurück.
Langsam lernt Johannes den Sinn echter Jugendkameradschaft kennen, die darin gipfelt, dass er und der Stubenälteste sich unter der Dusche duzen und Karl Johannes die Seife anbietet.
Inzwischen darf auch Wilhelm Panse die Nationalpolitische Erziehungsanstalt besuchen. Bei einer Mutprobe, bei der man vom Sprungbrett ins Wasser springen soll, kneift Wilhelm. Der die Szene beobachtende Johannes erklärt dem Zugführer, dass Wilhelm seinerzeit mit ansehen musste, wie sein älterer Bruder im Dorfteich ertrunken ist.
Ermutigt durch die bisherigen Erfolge in der NPEA möchte Johannes den Anstaltsleiter überraschen und Wilhelm das Schwimmen beibringen, obwohl diesem wegen seines Traumas ausdrücklich verboten wurde, ins Wasser zu gehen. Die Übung im Wasser gerät außer Kontrolle und Wilhelm muss aufgrund der schockbedingten Halluzinationen ins Lazarett. Die erneute Disziplinlosigkeit von Johannes zwingt den Anstaltsleiter darüber nachzudenken, ob er ihn der Anstalt verweisen sollte. Schließlich verzeiht man Johannes jedoch, da man ihm das schlechte Gewissen anmerkt. Seine Kameraden stellen sich im Garten der Anstalt so zusammen, dass sie für ihn den Satz „KOPF HOCH/ JOHANNES/ !“ bilden.
Beim Sommermanöver der Anstalt bewährt sich Johannes als militärischer Taktiker. Als Belobigung wird ihm ein Messer überreicht und er darf das Gelöbnis sprechen.
In den Ferien finden schließlich Johannes und sein Vater zueinander, der an der Seite von Julieta aus seiner Verbitterung erlöst wurde.

## Entstehung
Die Dreharbeiten fanden ab dem 10. Juni 1940 im Tobis-Atelier in Berlin-Johannisthal statt. Es folgten Außenaufnahmen auf dem ehemaligen Rittergut (heute Schloss Kartzow) im westlich von Berlin gelegenen Kartzow, in der 1934 eröffneten Erziehungsanstalt Oranienstein (heute Schloss Oranienstein) in Diez an der Lahn, im Kloster Arnstein und in der Burg Runkel. Am 16. November 1940 waren die Arbeiten zum Film beendet. Die Produktionskosten des Films betrugen 747.000 Reichsmark; bereits am Ende des Jahres 1941 „hatte der Film 1.344.000 Reichsmark eingespielt“.

## Zensur
Die Produktion des Films wurde vom Reichsministerium für Volksaufklärung und Propaganda (RMVP) und speziell Propagandaminister Joseph Goebbels persönlich aufmerksam begleitet. Diese Beachtung beruhte unter anderem darauf, dass das Genre des politischen Jugendfilms in Deutschland seit 1933/34 (Hitlerjunge Quex; Die Bande vom Hoheneck; Ich für dich – Du für mich) im Wesentlichen brachlag. Regisseur de Kowa äußerte sich entsprechend euphorisch:

„Die Aufgabe, ein Abbild zu schaffen von dem Leben dieser jungen Generation, dieser zukünftigen Führerschaft Großdeutschlands – das ist eine Arbeit, für die man sich ehrlich und ohne Vorbehalte begeistern kann.“

Bereits eine frühe Schnittfassung konnte Goebbels allerdings nicht völlig begeistern (Tagebucheintrag vom 12. August 1940: „Zu laut und in der Regie nicht ganz gekonnt, im Thema dagegen gut“). Im Tagebucheintrag vom 25. November 1940 wird die Kritik deutlicher: „Ein Napola-Film „Kopf hoch, Johannes!“ Ganz schlecht und unter der Regie von de Kowa vollkommen mißraten. Wird kaum noch zu retten sein.“ Rettungsversuche wurden trotzdem unternommen; Szenen mussten entfernt, andere nachgedreht werden.
Störend waren vor allem die zu ausgeprägten propagandistischen Aspekte des Films: Goebbels bevorzugte im Spielfilm unterschwellige Propaganda. Zudem legt der Film in der Darstellung der NPEA den Schwerpunkt auf Spiel, Körperertüchtigung und Charakterbildung, während das Wesen der Anstalt als Eliteschule (herausragende schulische Leistungen waren bereits Aufnahmevoraussetzung) kaum erkennbar ist. Auch in der fertigen Schnittfassung kommt das eigentliche schulische Lernen im Klassenzimmer kaum vor. Eine ursprünglich vorhandene Szene, in der Johannes’ schlechte Noten sogar explizit erwähnt werden, wurde herausgeschnitten.
Am 5. Februar 1941 wurde der Film bei der Filmprüfstelle Berlin unter der Prüfnummer 54995 eingereicht. Angesichts der massiven internen Kritik war es nicht verwunderlich, dass Kopf hoch, Johannes! lediglich das Prädikat „Jugendfrei“ bekam.
In den folgenden drei Jahren entstanden eine Handvoll weiterer Filme, die das Thema von Kopf hoch, Johannes! (ein unabhängiger, freiheitsliebender Junge wird in einer NS-Jugendorganisation zu Disziplin und Gehorsam bekehrt) aufgriffen. Allerhöchster Wertschätzung erfreuten sich dabei, wie an den Prädikaten ablesbar, drei Filme, die nach Büchern von Alfred Weidenmann bzw. unter Weidenmanns Regie entstanden: Jakko (1941, „Staatspolitisch und volkstümlich wertvoll“, „Jugendwert“), Hände hoch! (1942, „Staatspolitisch und künstlerisch wertvoll“, „Jugendwert“) und Junge Adler (1944, ebenfalls „Staatspolitisch und künstlerisch wertvoll“, „Jugendwert“).

## Rezeption und Kritik
Das RMVP erteilte die Anweisung, bis eine Woche vor der Uraufführung „weder in Wort noch in Bild“ und nach dieser Sperrfrist „sachlich und nicht allzu umfangreich“ über den Film zu berichten. Außerdem durfte die amtliche Unterstützung der Dreharbeiten nicht erwähnt werden.
Insgesamt wurde der Film in der gleichgeschalteten Presse überwiegend positiv bewertet:

„In der Titelrolle gibt Claus Detlef Sierck eine Probe seines eigenwilligen Könnens. Ausgezeichnet ist der Junge, Gunar  Möller, ein Prachtkerl. […] Dieser Film versucht mit Erfolg, einen Ausschnitt aus jener neuen Erziehungsform zu vermitteln, die in den Nationalpolitischen Erziehungsanstalten verwirklicht wurde.“

„Der Film atmet „Gegenwart und Frische“ und ist „dazu angetan, alle Herzen höher schlagen zu lassen.““

„Die Handlung dieses Films ist so einfach, einleuchtend und menschlich bewegend, daß jeder Besucher angerührt werden müßte. […] Wenn es der Sinn eines solchen Filmes ist, aufzuzeigen, daß in diesen Erziehungsanstalten die Auslese der deutschen Jugend herangebildet werden soll und demgemäß auch die Absicht, Art und Weise dieser Heranbildung und klug-systematischen Entwicklung zu schildern, so ist es den Autoren wie dem Spielleiter Viktor de Kowa durchaus gelungen.“